# Bagé
Bagé [bɐˈʒɛ] ist eine Stadt im Bundesstaat Rio Grande do Sul im Süden Brasiliens nahe der Grenze zu Uruguay. Sie liegt etwa 370 km südwestlich von Porto Alegre. Benachbart sind die Orte Caçapava do Sul, Dom Pedrito, Herval, Lavras do Sul und Pinheiro Machado. Über den Flughafen Bagé ist die Stadt an das nationale Flugnetz angebunden.

## Bistum Bagé
- Bistum Bagé

## Persönlichkeiten
- Emílio Garrastazu Médici (1905–1985),  Präsident Brasiliens
- Martim Mércio da Silveira (1911–1972), Fußballspieler und Trainer
- Glauco Rodrigues (1929–2004), Maler der Moderne
- Raul Donazar Calvet (1934–2008), Fußballspieler
- Cláudio Ibrahim Vaz Leal (* 1964), Fußballspieler
- Daiane Menezes Rodrigues (* 1983), Fußballspielerin
- Luan Pereira dos Santos (* 1991), Fußballspieler